# جربیل کیسه‌دار
جربیل کیسه‌دار (نام علمی: Desmodilliscus braueri) نام یک گونه از تیره موشان است.